# Aeroporto Francisco Sá Carneiro
O Aeroporto Francisco Sá Carneiro (IATA: OPO, ICAO: LPPR), conhecido também como Aeroporto do Porto, é um aeroporto português situado próximo da cidade do Porto, no município da Maia, localizada a 12 quilómetros do centro da cidade. O aeroporto serve a sub-região da Área Metropolitana do Porto, pertencendo à região do Norte, situada no norte do país. Teve a sua inauguração no dia 3 de dezembro de 1945 e é administrada pela ANA Aeroportos de Portugal, que faz parte da Vinci Group.
Em 2007 o Aeroporto Francisco Sá Carneiro foi galardoado como o melhor da Europa na categoria de aeroportos até 5 milhões de passageiros. Em 2023 registou um tráfego de passageiros superior a 15 milhões de passageiros, sendo o segundo maior aeroporto nacional em termos de passageiros, somente atrás do Aeroporto Humberto Delgado, em Lisboa, com mais de 33 milhões de passageiros transportados. 

## História
Foi inaugurado em 1945 com a designação de Aeroporto de Pedras Rubras. Até então, a cidade do Porto era servida, em termos de transportes aéreos, pelo aeródromo de Espinho, construído em 1935 pela Aeronáutica Militar.[carece de fontes?]
O aeroporto foi inaugurado a 3 de Dezembro de 1945 com um voo proveniente de Lisboa de um aparelho da Companhia de Transportes Aéreos. O primeiro voo internacional teve lugar em 1956 e quatro anos mais tarde foi dado início ao serviço de voos regulares com destino a Londres.
Em 1975, dado o crescimento da procura do aeroporto, a pista foi aumentada para 3480 metros. Já em meados da década de 1980 foi inaugurado um terminal de carga. Em 1990 deu-se a inauguração de uma nova aerogare com capacidade para 3 milhões de passageiros/ano e a designação das instalações passou de Aeroporto de Pedras Rubras para Aeroporto Francisco Sá Carneiro. Foi assim homenageado o primeiro-ministro Francisco Sá Carneiro, falecido a 4 de Dezembro de 1980 numa queda de avião em Lisboa quando viajava precisamente para Pedras Rubras. 
Em 2000, com a rápida evolução e aumento de tráfego de passageiros, o aeroporto atinge uma situação muito próxima da saturação o que levou a ANA a decidir sobre um ambicioso projeto de desenvolvimento. É assim elaborado o plano ASC 2000 como quadro orientador de todas as intervenções futuras. Foi então construído um novo viaduto de acesso, novos parques de estacionamento, uma nova aerogare com 9 mangas de acesso direto aos aviões, novas taxiways, novas posições de estacionamento de aeronaves bem como uma remodelação do terminal de carga. O aeroporto é constituído por uma pista com as cabeceiras 17/35 com 3 480 m de comprimento e 55 m de largura asfaltada, sendo o limite das linhas de pista 45 m.
O aeroporto foi pensado para poder ser facilmente expandido. Assim, respondendo ao aumentar do número de passageiros, o aeroporto verá a sua capacidade aumentada de 12 para 15 milhões de passageiros/ano e de 15 para 20 milhões de passageiros/ano no futuro.
Atualmente é o melhor aeroporto de Portugal em termos de espaço na aerogare. Em termos de movimentos aéreos de carga e de passageiros, é o segundo maior de Portugal (à frente de Faro e atrás de Lisboa). Este moderno aeroporto tem testemunhado um grande aumento de passageiros e voos, estando também os seus destinos a aumentar cada vez mais, principalmente a nível europeu graças às várias companhias low cost, nomeadamente a Ryanair (que poderá vir a ultrapassar a TAP Air Portugal brevemente em número de passageiros). A Ryanair anunciou, a 4 de Julho de 2009, a abertura da sua 33ª base, no Aeroporto Francisco Sá Carneiro, num investimento de mais de 140M$, fazendo história como a primeira companhia estrangeira a "fixar-se" nesta infraestrutura com dois aviões permanentes.
A Ryanair ligou, pela primeira vez, de forma regular e direta, Porto a Faro, a  26 de Outubro de 2009.
Dia 14 de Junho de 2010 a Ryanair anunciou a compra  da terceira aeronave para a Base do Porto assim como a criação de sete novas rotas: Barcelona El Prat, Bologna, Bremen, Maastricht, Marrakesh, Munich West (Memmingen) e Valencia. A 2 de julho de 2019 a emirates iniciou um serviço regular de voos entre o Porto e o Dubai, quatro vezes por semana, abrindo portas para a Ásia e para a Austrália.

## Destinos
| Destino                    | País           | Companhia                                             |
| -------------------------- | -------------- | ----------------------------------------------------- |
| Agadir                     | Marrocos       | Ryanair                                               |
| Alicante                   | Espanha        | Ryanair                                               |
| Amsterdão                  | Países Baixos  | KLM, Transavia                                        |
| Atenas                     | Grécia         | Aegean                                                |
| Barcelona                  | Espanha        | Ryanair, Vueling                                      |
| Bari                       | Itália         | Ryanair                                               |
| Basileia                   | Suíça          | easyJet                                               |
| Bergerac                   | França         | Ryanair                                               |
| Berlim Schönefeld          | Alemanha       | easyJet, Ryanair                                      |
| Berlim Brandenburgo        | Alemanha       | Eurowings                                             |
| Bilbau                     | Espanha        | Volotea, Vueling                                      |
| Billund                    | Dinamarca      | Ryanair                                               |
| Birmingham                 | Inglaterra     | Ryanair                                               |
| Bolohna                    | Itália         | Ryanair                                               |
| Bordéus                    | França         | easyJet, Ryanair                                      |
| Bremen                     | Alemanha       | Ryanair                                               |
| Brest                      | França         | Transavia                                             |
| Bristol                    | Inglaterra     | easyJet, Ryanair                                      |
| Brive-la-Gaillarde         | França         | Ryanair                                               |
| Bruxelas                   | Bélgica        | Brussels Airlines, Ryanair                            |
| Bruxelas Charleroi         | Bélgica        | Ryanair                                               |
| Budapeste                  | Hungria        | Ryanair, Wizz Air                                     |
| Cagliari                   | Itália         | Ryanair                                               |
| Carcassona                 | França         | Ryanair                                               |
| Casablanca                 | Marrocos       | Royal Air Maroc                                       |
| Castellón                  | Espanha        | Ryanair                                               |
| Clermont-Ferrand           | França         | Ryanair                                               |
| Colônia                    | Alemanha       | easyJet, Ryanair                                      |
| Copenhaga                  | Dinamarca      | Norwegian, Ryanair, SAS                               |
| Dole                       | França         | Ryanair                                               |
| Dortmund                   | Alemanha       | Ryanair                                               |
| Dublin                     | Irlanda        | Ryanair                                               |
| Düsseldorf                 | Alemanha       | Eurowings                                             |
| Düsseldorf Weeze           | Alemanha       | Ryanair                                               |
| Edimburgo                  | Inglaterra     | Ryanair                                               |
| Eindhoven                  | Países Baixos  | Ryanair                                               |
| Faro                       | Portugal       | Ryanair                                               |
| Fez                        | Marrocos       | Ryanair                                               |
| Frankfurt                  | Alemanha       | Lufthansa, Ryanair                                    |
| Funchal                    | Portugal       | easyJet, Ryanair, TAP Air Portugal, Transavia         |
| Genebra                    | Suíça          | easyJet, SWISS, TAP Air Portugal                      |
| Glasgow                    | Inglaterra     | easyJet                                               |
| Las Palmas de Gran Canaria | Espanha        | Ryanair                                               |
| Hamburgo                   | Alemanha       | Eurowings, Ryanair                                    |
| Helsínquia                 | Finlândia      | Finnair                                               |
| Ibiza                      | Espanha        | easyJet, Vueling                                      |
| Istambul                   | Turquia        | Turkish Airlines                                      |
| Karlsruhe                  | Alemanha       | Ryanair                                               |
| Cracóvia                   | Polónia        | Ryanair                                               |
| La Rochelle                | França         | Ryanair                                               |
| Leeds                      | Inglaterra     | Ryanair                                               |
| Lille                      | França         | Ryanair                                               |
| Lisboa                     | Portugal       | TAP Air Portugal                                      |
| Liverpool                  | Inglaterra     | Ryanair, Transavia                                    |
| Londres Gatwick            | Inglaterra     | British Airways, easyJet, TAP Air Portugal            |
| Londres Luton              | Inglaterra     | easyJet, Wizz Air                                     |
| Londres Stansted           | Inglaterra     | Ryanair                                               |
| Luxemburgo                 | Luxemburgo     | easyJet, Luxair, Ryanair, TAP Air Portugal            |
| Lyon                       | França         | easyJet, Transavia                                    |
| Maastricht                 | Países Baixos  | Ryanair                                               |
| Madrid                     | Espanha        | Air Europa, easyJet, Iberia, Ryanair                  |
| Málaga                     | Espanha        | Ryanair                                               |
| Malta                      | Malta          | Ryanair                                               |
| Manchester                 | Inglaterra     | easyJet, Ryanair                                      |
| Marraquexe                 | Marrocos       | Ryanair                                               |
| Marselha                   | França         | Ryanair                                               |
| Memmingen                  | Alemanha       | Ryanair                                               |
| Milão Bergamo              | Itália         | Ryanair                                               |
| Milão Malpensa             | Itália         | easyJet, Ryanair, Wizz Air                            |
| Montpellier                | França         | easyJet                                               |
| Montreal                   | Canadá         | Air Transat                                           |
| Munique                    | Alemanha       | Lufthansa                                             |
| Nantes                     | França         | easyJet, Transavia                                    |
| Newark                     | Estados Unidos | TAP Air Portugal, UNITED                              |
| Nice                       | França         | easyJet                                               |
| Nîmes                      | França         | Ryanair                                               |
| Nuremberga                 | Alemanha       | Ryanair                                               |
| Oslo                       | Noruega        | Flyr, Norwegian                                       |
| Palermo                    | Itália         | easyJet                                               |
| Palma                      | Espanha        | Ryanair                                               |
| Paris Beauvais Tillé       | França         | Ryanair                                               |
| Paris Charles de Gaulle    | França         | Air France, easyJet                                   |
| Paris Orly                 | França         | TAP Air Portugal, Transavia, Vueling                  |
| Paris Vatry                | França         | Ryanair                                               |
| Ponta Delgada              | Portugal       | Azores Airlines, Ryanair, TAP Air Portugal, Transavia |
| Porto Santo                | Portugal       | easyJet                                               |
| Praga                      | Chéquia        | easyJet                                               |
| Rennes                     | França         | easyJet                                               |
| Reiquiavique               | Islândia       | Play                                                  |
| Riga                       | Letónia        | AirBaltic                                             |
| Rio de Janeiro             | Brasil         | TAP Air Portugal                                      |
| Roma Ciampino              | Itália         | Ryanair                                               |
| Roma Fiumicino             | Itália         | Wizz Air                                              |
| Sevilha                    | Espanha        | Ryanair                                               |
| Shannon                    | Irlanda        | Ryanair                                               |
| Estocolmo                  | Suécia         | Ryanair                                               |
| Estrasburgo                | França         | Ryanair                                               |
| Estugarda                  | Alemanha       | Eurowings                                             |
| São Paulo                  | Brasil         | TAP Air Portugal                                      |
| Tel Aviv                   | Israel         | Sun d'Or                                              |
| Tenerife Norte             | Espanha        | Vueling                                               |
| Tenerife Sul               | Espanha        | Ryanair                                               |
| Terceira                   | Portugal       | Azores Airlines, Ryanair                              |
| Toronto                    | Canadá         | Air Transat                                           |
| Toulouse                   | França         | easyJet, Ryanair                                      |
| Tours                      | França         | Ryanair                                               |
| Trapani                    | Itália         | Ryanair                                               |
| Turim                      | Itália         | Ryanair                                               |
| Valência                   | Espanha        | Ryanair                                               |
| Varsóvia                   | Polónia        | Wizz Air, Ryanair                                     |
| Veneza                     | Itália         | Ryanair                                               |
| Verona                     | Itália         | Ryanair                                               |
| Viena                      | Áustria        | Austrian Airlines, Ryanair                            |
| Breslávia                  | Polónia        | Ryanair                                               |
| Zurique                    | Suíça          | easyJet, SWISS, TAP Air Portugal                      |

### Carga
| Compainha                                      | Destinos                                         |
| ---------------------------------------------- | ------------------------------------------------ |
| DHL operado por European Air Transport Leipzig | Leipzig/Halle, Londres-Heathrow, Vitória, Madrid |
| FedEx operado por Swiftair                     | Madrid                                           |
| TNT Airways                                    | Liège, Sevilla                                   |
| UPS Airlines operado por Star Air (Maersk)     | Colonia/Bonn, Lisboa                             |
| Turkish Airlines                               | Istambul                                         |

## Localização
Apesar de se chamar Aeroporto do Porto este equipamento não se localiza na cidade do Porto, antes estende-se por terrenos dos municípios da Maia, Matosinhos e Vila do Conde. A entrada do terminal de passageiros localiza-se na Vila de Moreira, na Maia. A parte central da pista e do terminal de passageiros e a totalidade do terminal de carga localizam-se em Vila Nova da Telha, na Maia. A parte sul da pista e das taxiways localiza-se na freguesia de Custóias, Leça do Balio e Guifões, em Matosinhos. No noroeste do terreno, existe uma ponta de poucos metros que ainda pertence a Matosinhos, na freguesia de Perafita, Lavra e Santa Cruz do Bispo. A parte norte da pista localiza-se em Aveleda, Vila do Conde.

## Movimentos
Ver a consulta original do Wikidata.
| Ano                      | Passageiros | % Variação | Voos          | Carga_(Toneladas) |
| ------------------------ | ----------- | ---------- | ------------- | ----------------- |
| 2001                     | 2,771,169   |            |               |                   |
| 2002                     | 2,642,420   | 4.6%       |               |                   |
| 2003                     | 2,675,823   | 1.3%       |               |                   |
| 2004                     | 2,960,553   | 10.6%      |               |                   |
| 2005                     | 3,108,271   | 5.0%       |               |                   |
| 2006                     | 3,402,763   | 9.5%       | 47.067 (5,2%) | 37.519 (37,2%)    |
| 2007                     | 3,986,860   | 17.2%      | 53.411 (8,5%) | 36.146 (4,1%)     |
| 2008                     | 4,534,829   | 13.7%      | 58.135 (8,8%) | 36.646 (1,4%)     |
| 2009                     | 4,508,533   | 0.6%       | 54.107 (6,9%) | 32.392 (11,6%)    |
| 2010                     | 5,279,716   | 17.1%      | 55.432 (6,2%) | 35.283 (8,9%)     |
| 2011                     | 6,004,500   | 13.7%      | 61.647 (7,6%) | 34.082 (3,4%)     |
| 2012                     | 6,051,081   | 0.8%       |               |                   |
| 2013                     | 6,374,045   | 5.3%       |               |                   |
| 2014                     | 6,932,614   | 8.8%       |               |                   |
| 2015                     | 8,088,907   | 16.7%      | 88,986        | 34.081,60         |
| 2016                     | 9,378,206   | 15.9%      |               |                   |
| 2017                     | 10,790,271  | 15.1%      |               |                   |
| 2018                     | 11,942,333  | 10.7%      |               |                   |
| 2019                     | 13,112,453  | 9.8%       | 96,527 (4.9%) | 37,353 (4.2%)     |
| 2020                     | 4,436,370   | 66.2%      |               |                   |
| 2021                     | 5,841,819   | 31.7%      |               |                   |
| 2022                     | 12,637,645  | 116.3%     |               |                   |
| 2023                     | 15,205,000  | 20.3%      |               |                   |
| 2024                     | 15,930,000  | 4.8%       | 104,040       |                   |
| Jan–Mar 2025             | 3,215,000   | 2.6%       |               |                   |
| Fonte: Pordata Vinci INE |             |            |               |                   |

### City Pairs
| Lugar | Destino    | Passageiros | Companhias Aéreas                                                  |
| ----- | ---------- | ----------- | ------------------------------------------------------------------ |
| 1     | Paris      | 1.606.102   | TAP Air Portugal, Transavia, Air France, EasyJet, Ryanair, Vueling |
| 2     | Lisboa     | 1.069.092   | TAP Air Portugal, Ryanair                                          |
| 3     | Madrid     | 968.195     | Iberia, Air Europa, Ryanair, TAP Air Portugal                      |
| 4     | Londres    | 855.822     | TAP Air Portugal, Ryanair, EasyJet, British Airways, WizzAir       |
| 5     | Genebra    | 695.268     | EasyJet, TAP Air Portugal, Swiss Air                               |
| 6     | Barcelona  | 691.925     | Ryanair, TAP Air Portugal, Vueling                                 |
| 7     | Bruxelas   | 470.991     | Ryanair, Brussels Airlines, TAP Air Portugal                       |
| 8     | Frankfurt  | 450.556     | Lufthansa, Ryanair                                                 |
| 9     | Funchal    | 417.678     | TAP Air Portugal, EasyJet, Transavia                               |
| 10    | Milão      | 393.575     | TAP Air Portugal, Ryanair                                          |
| 11    | Luxemburgo | 341.107     | Luxair, Ryanair, EasyJet, TAP Air Portugal                         |
| 12    | Amesterdão | 337.706     | KLM, Transavia, TAP Air Portugal                                   |

## Acessos
O aeroporto dispõe das seguintes ligações:

### Auto-estradas
- VRI - A4 ↔ Aeroporto
- A41 (CREP) - Matosinhos ↔ Espinho

### Autocarros

#### STCP
- 601 Aeroporto ↔ Cordoaria
- 602 Aeroporto ↔ Cordoaria (Via Padrão Moreira)
- 604 Aeroporto ↔ Hospital de São João (Via Crestins)
- 3M Aeroporto ↔ Avenida dos Aliados

#### Resende/Maré Matosinhos
- 120 Aeroporto ↔ Guifões
- 105N Aeroporto ↔ São Gens

#### Shuttle
- Getbus - Aeroporto ↔ Braga/Guimarães/Porto (Estação Rodoviária Campo 24 de Agosto)
- Barquense - Aeroporto ↔ Ponte da Barca/Arcos de Valdevez/Ponte de Lima/Viana do Castelo
- Ovinitur - Aeroporto ↔ Póvoa de Varzim/Esposende/Viana do Castelo/Lanheses/Ponte de Lima

#### Autocarros de longo curso
- Aeroporto ↔ Vigo

### Metro do Porto
- Aeroporto ↔ Trindade

### Táxis
Os táxis circulam 24 h/dia, para toda a cidade, estando disponíveis na praça de táxis.

## Prémios
O Aeroporto do Porto tem sido reconhecido internacionalmente pela qualidade das suas instalações e do seu serviço:
- Em 2006 a European Convention for Constructional Steelwork (ECCS) distinguiu o terminal de passageiros do Aeroporto Sá Carneiro na categoria de melhor obra portuguesa em aço, uma vez que o edifício vence 80 metros de vão através do emprego de estruturas trianguladas.[14] O Aeroporto Francisco Sá Carneiro foi premiado como o 3º melhor aeroporto da Europa e 3º melhor aeroporto na sua classe (menos de 5 milhões).[15]”
- Em 2007 foi considerado o melhor aeroporto da Europa (em termos absolutos) e o 3º a nível mundial na categoria de menos de 5 milhões de passageiros. O ranking é da associação internacional de aeroportos (ACI - Airports Council International) que mede a qualidade dos serviços prestados em 90 aeroportos de todo o mundo, com base em inquéritos à satisfação dos passageiros.[16]
- Em 2008 é o primeiro classificado no «ranking» dos aeroportos do Noroeste Peninsular (à frente de Vigo, Santiago e Corunha, e com mais passageiros do que os três em conjunto), oitavo a nível europeu em passageiros, quinto em volume de carga transportada e sétimo nos movimentos anuais."
- Em 2009 é o terceiro classificado na categoria de melhor aeroporto da Europa até 5 milhões de passageiros.[17]

## Acidentes e incidentes
Até à data não ocorreu qualquer acidente grave no ou nas imediações do Aeroporto Francisco Sá Carneiro, no entanto são conhecidos os seguinte incidentes:
- 3 de Fevereiro de 2009: um avião da Lufthansa é atingido por um raio, sem gravidade, na aproximação à pista.
- 11 de Julho de 2009: um Airbus A330 da TAP que partia do Porto para Caracas teve de voltar a aterrar por questões de segurança devido a um birdstrike (colisão com uma ou mais aves).
- 25 de Setembro de 2018: Um Boeing 737-800 da Ryanair pelas 06:30  com destino a Milão-Bergamo durante a descolagem embate numa roda de um trem de aterragem que se encontrava na pista. Felizmente o incidente não causou danos tendo o avião aterrado no destino sem qualquer problema. Contudo e face à gravidade do ocorrido foi aberta uma investigação.
- 06 de Agosto de 2019: Boeing 757-224 da United Airlines (UA145) com destino a Nova Iorque colide com aves tendo necessidade de regressar ao Porto por falha num motor. Sobrevoou Espinho para largar combustível e aterra sem problemas. Foi ativado o alerta nível 1.
- 12 de Outubro de 2019: Um avião da TAAG (Boeing 777-300 ER) após o desembarque dos passageiros "saiu dos calços" e deslizou até uma zona de terra não tendo provocado estragos. Aberto inquerido.

## Frequências e ajudas à navegação
- Delivery - 118.925
- ATIS - 124.3
- APP  - 121.1
- TWR - 118.00
- Groundforce - 131.9
- Portway - 131.875
- NDB ( PG )   367 kHz   -- N 41º 04´41.1     W 008º 38´11.6
- NDB ( POR)  327kHz—N 41º 20´53.3     W 008º 42´29.3
- VOR ( PRT ) 114.10 MHz -- N 41º 16´22.8     W 008º 41´16.2 + DME - Elv. 139´
- ILS ( PR ) 109.90 MHz -- CAT II RWY 17

## Galeria de fotos

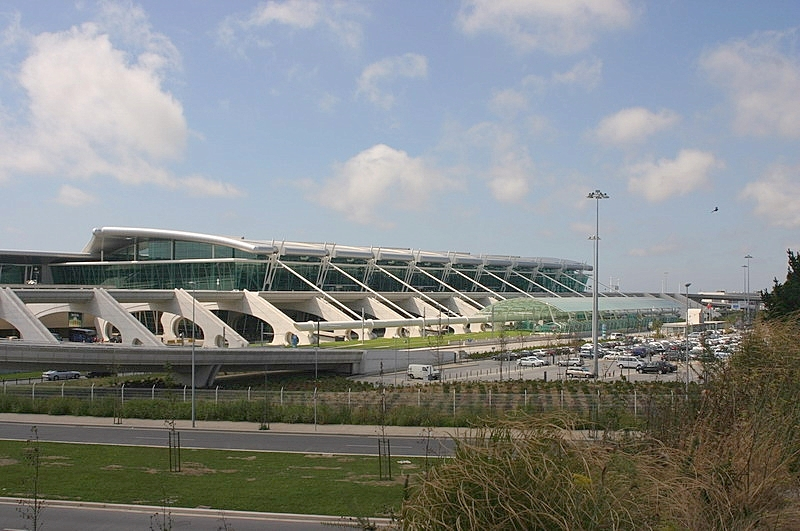
Visão geral
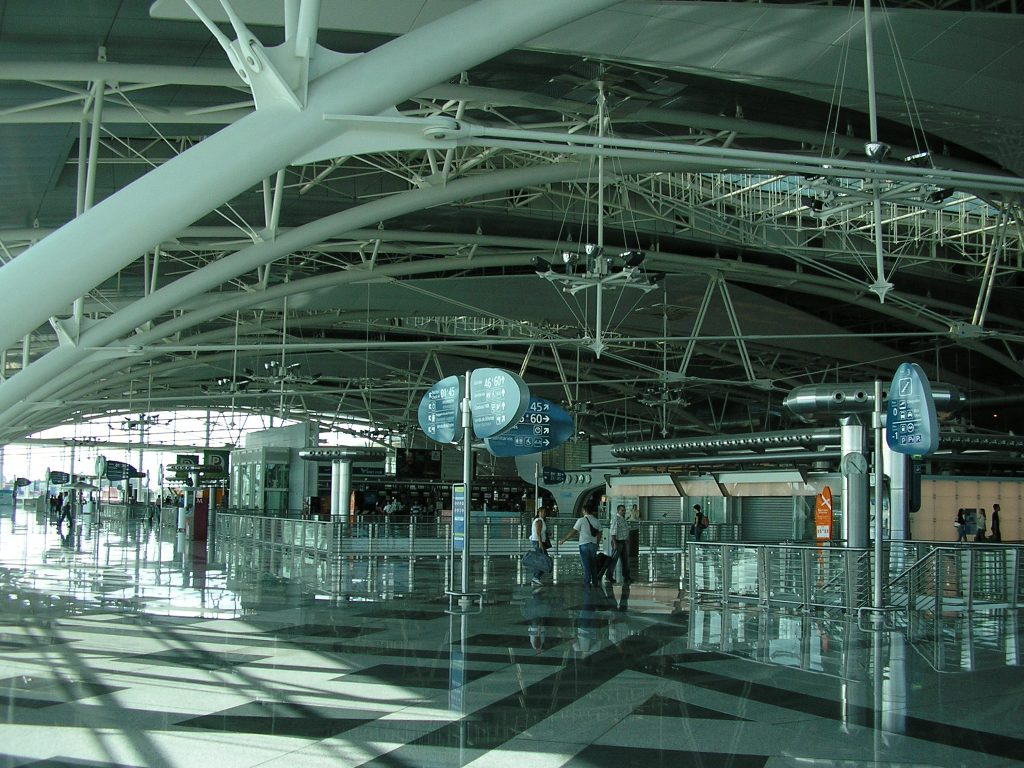
Detalhe do telhado
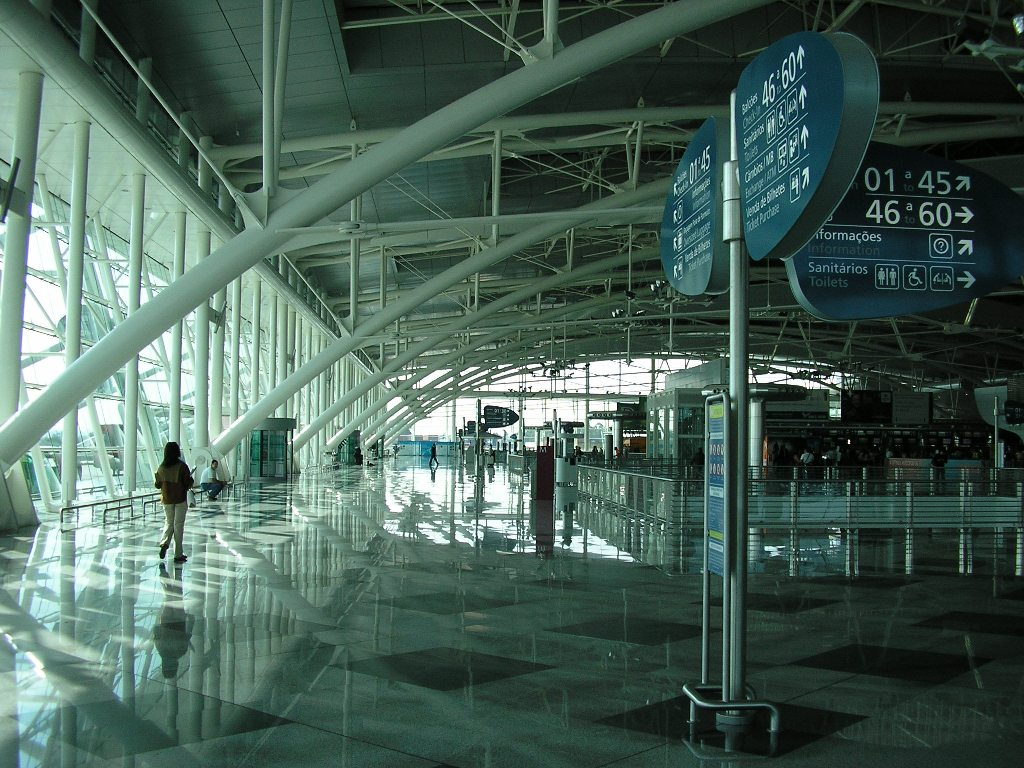
Sinalização
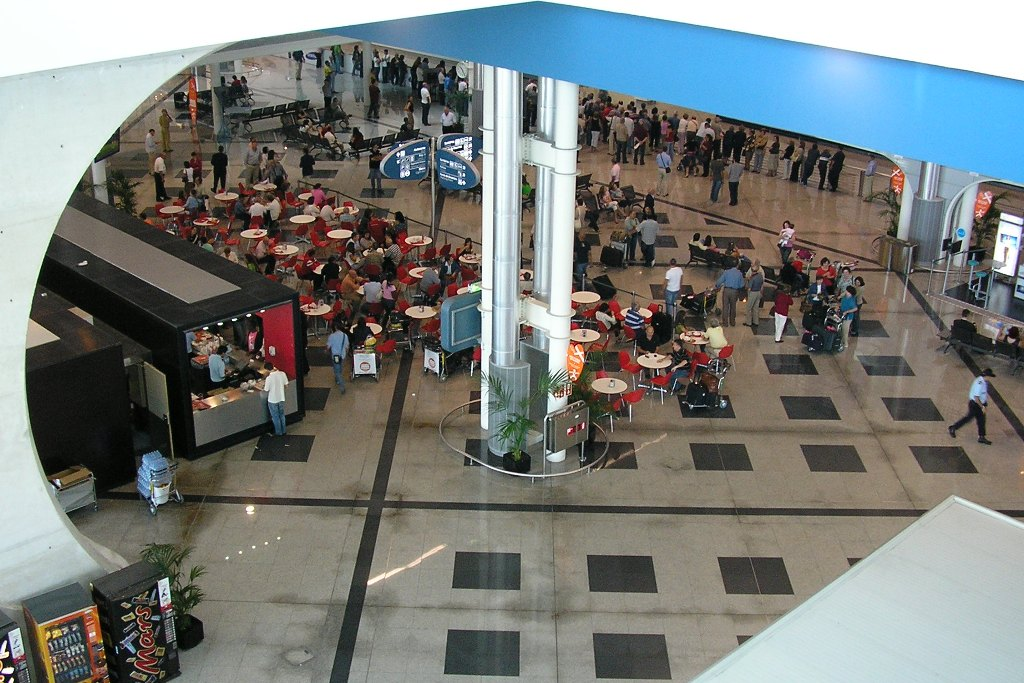
Praça de alimentação
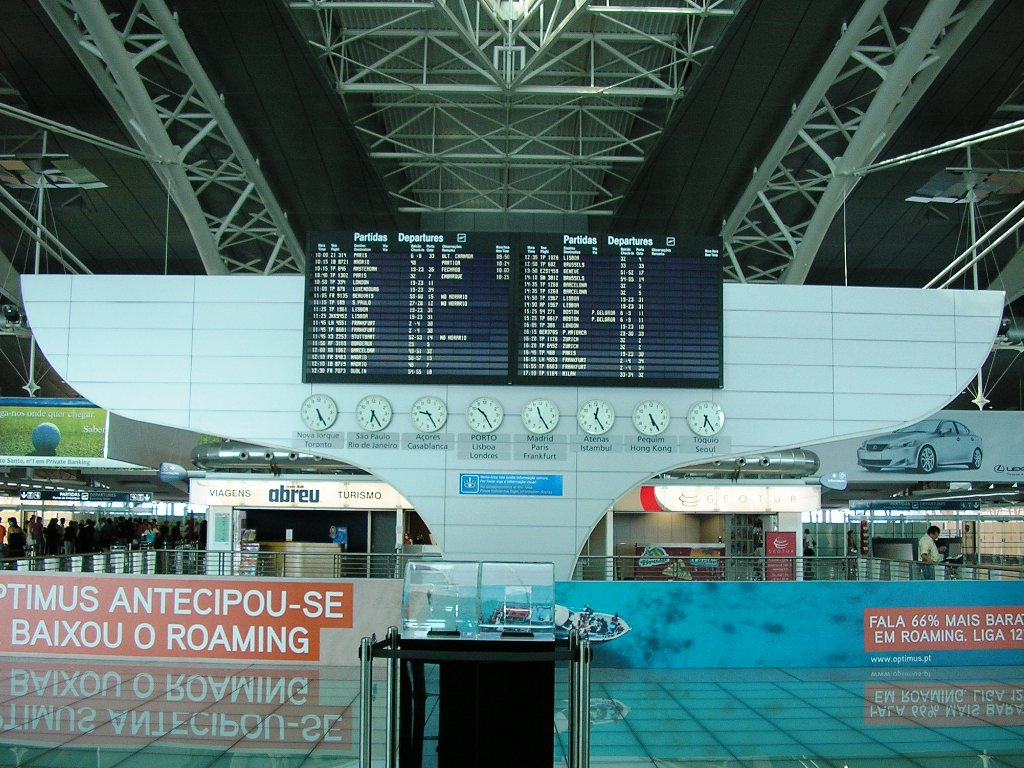
Painel de embarque
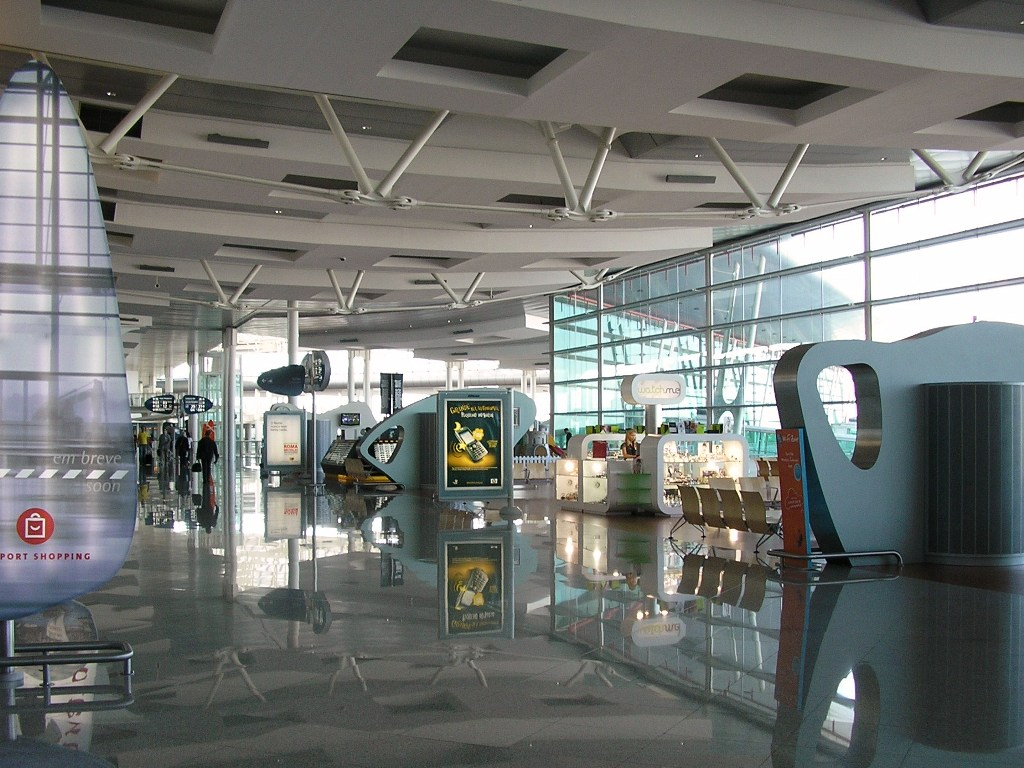
Acesso ao "free shopping"
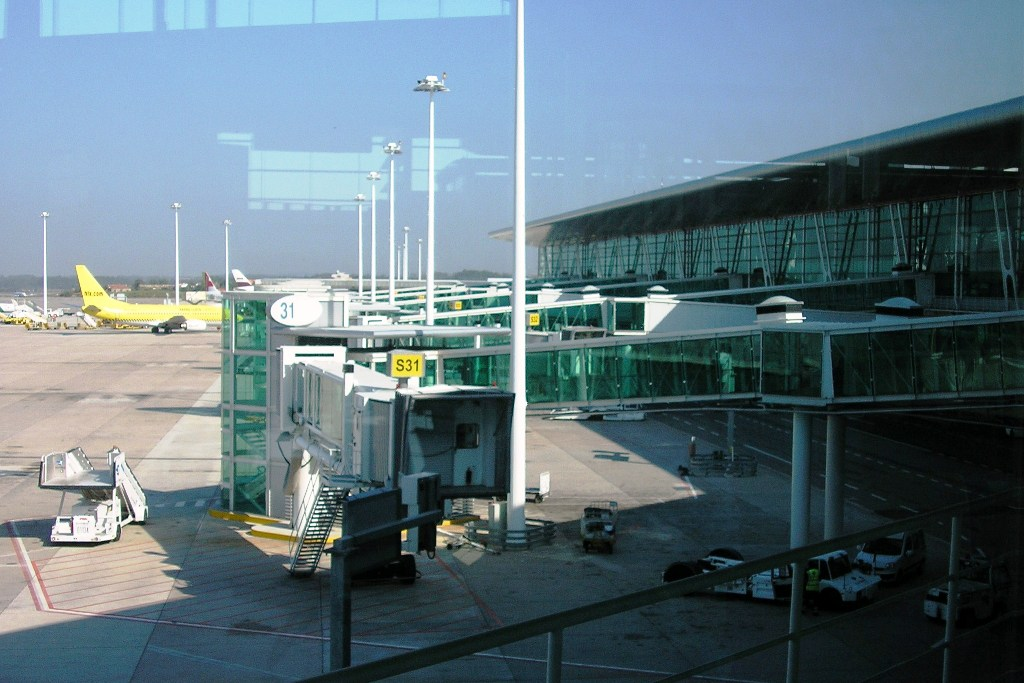
"Fingers" articulados
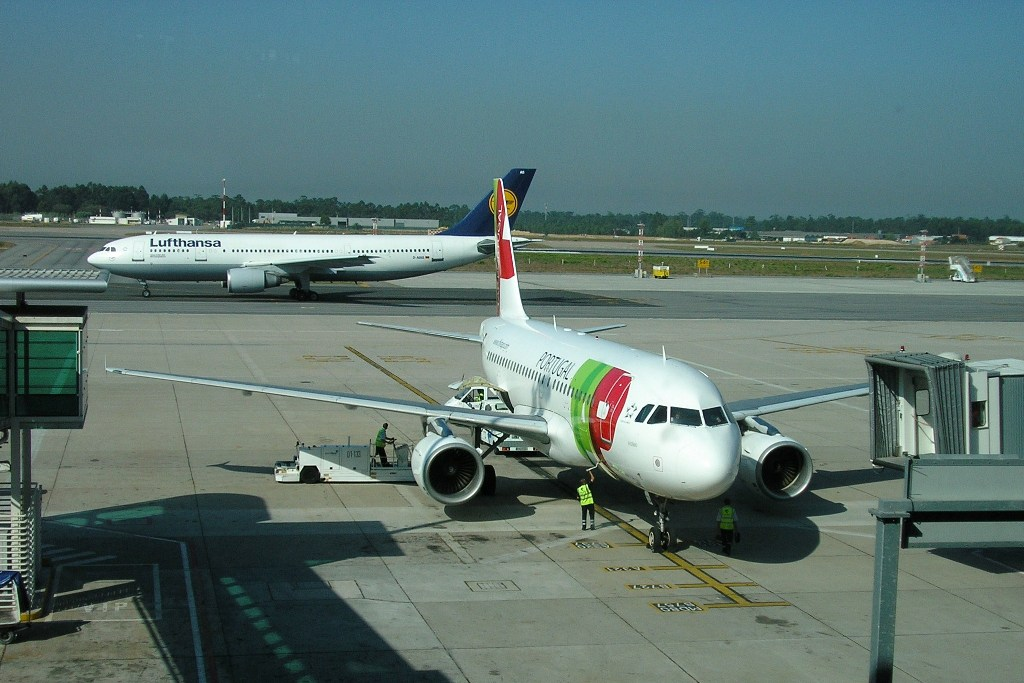
Aeronave em taxiway
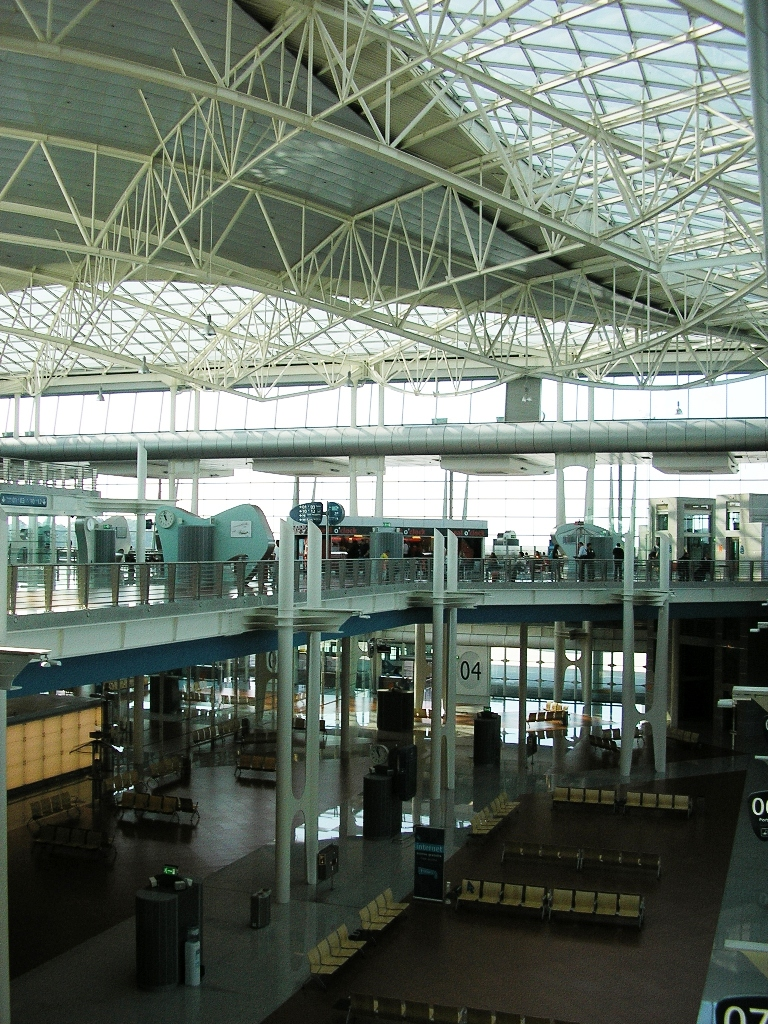
Mezanino
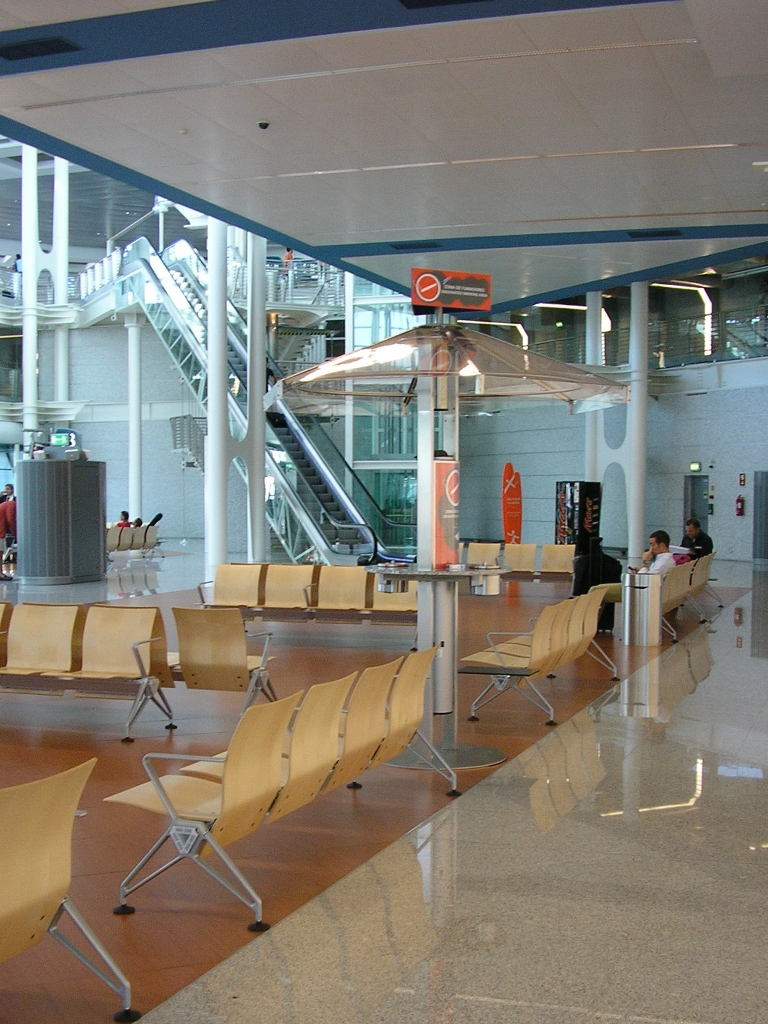
Salão de espera
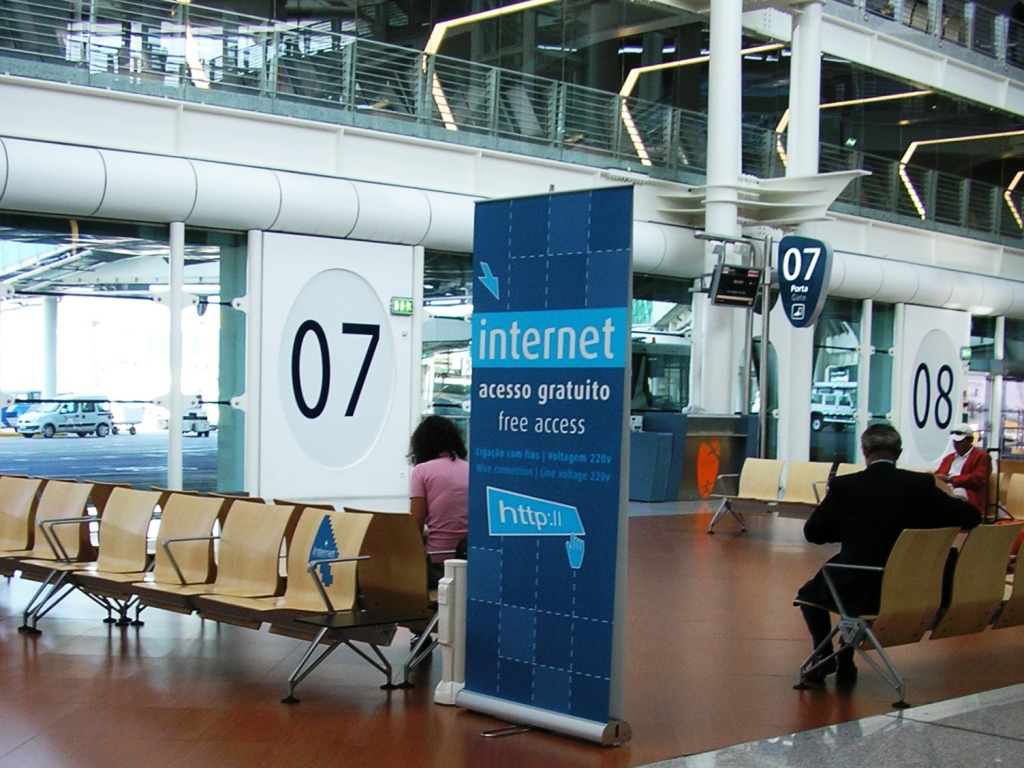
Acesso à internet
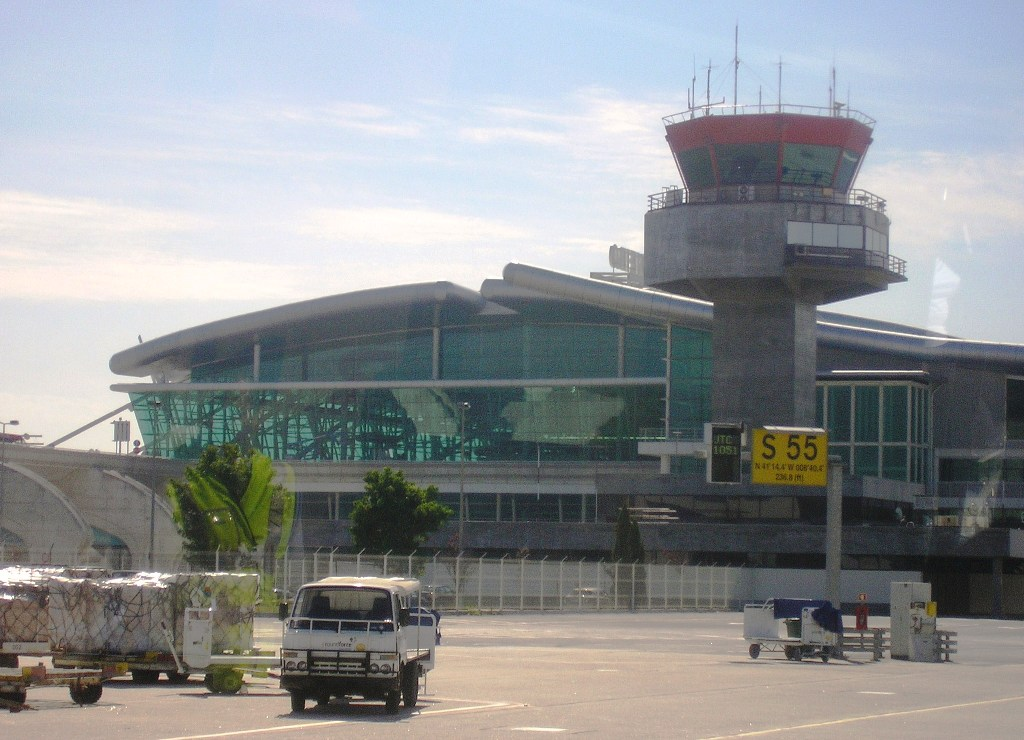
Visão externa
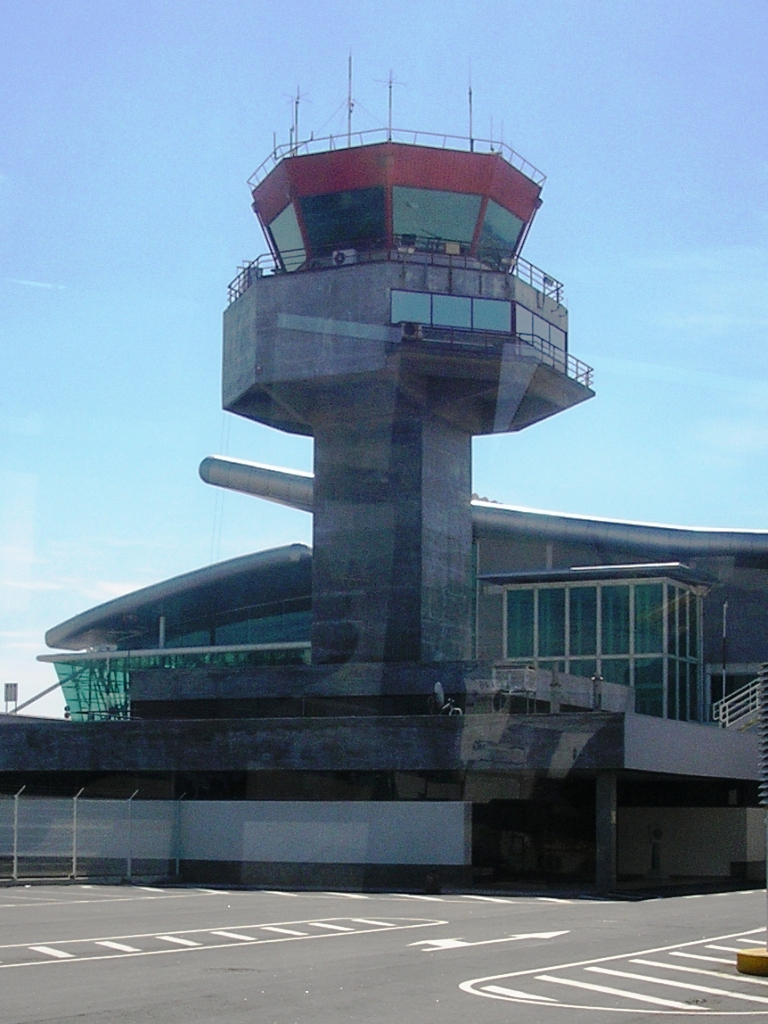
Torre de controle
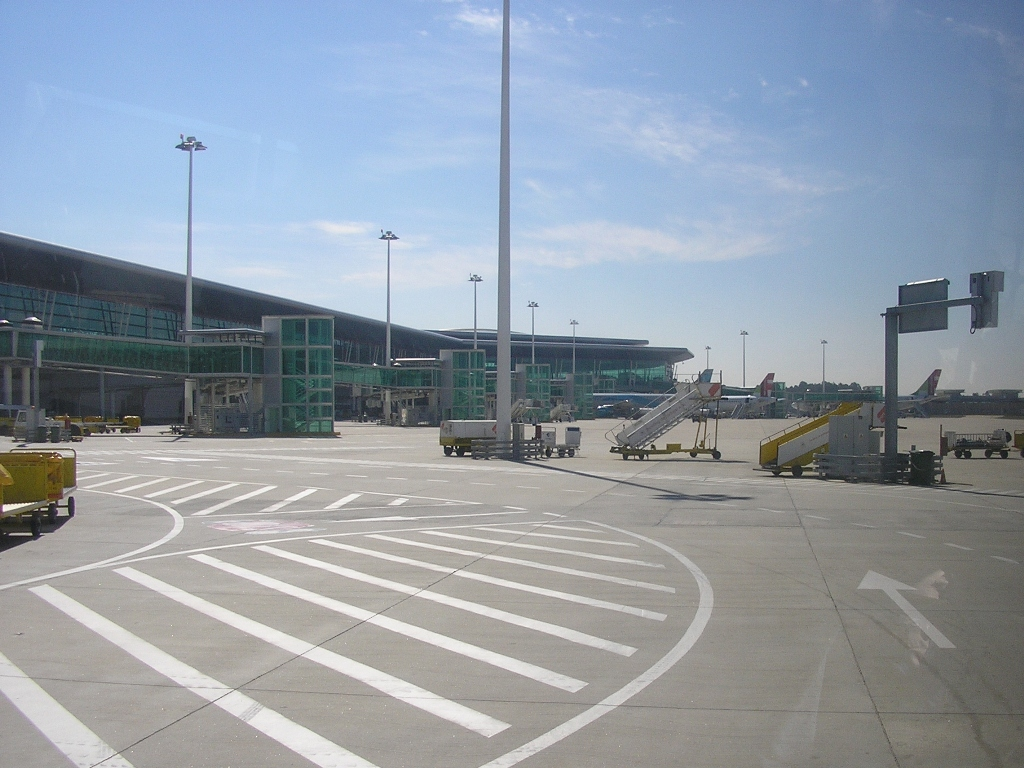
Pátio de serviços
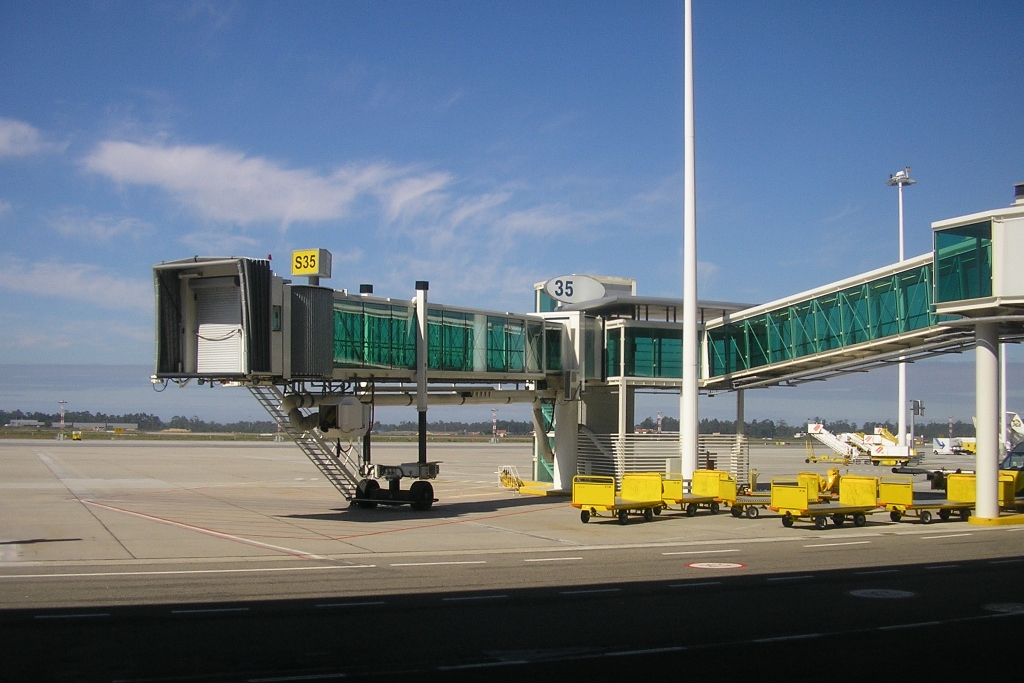
Manga de acesso ao avião
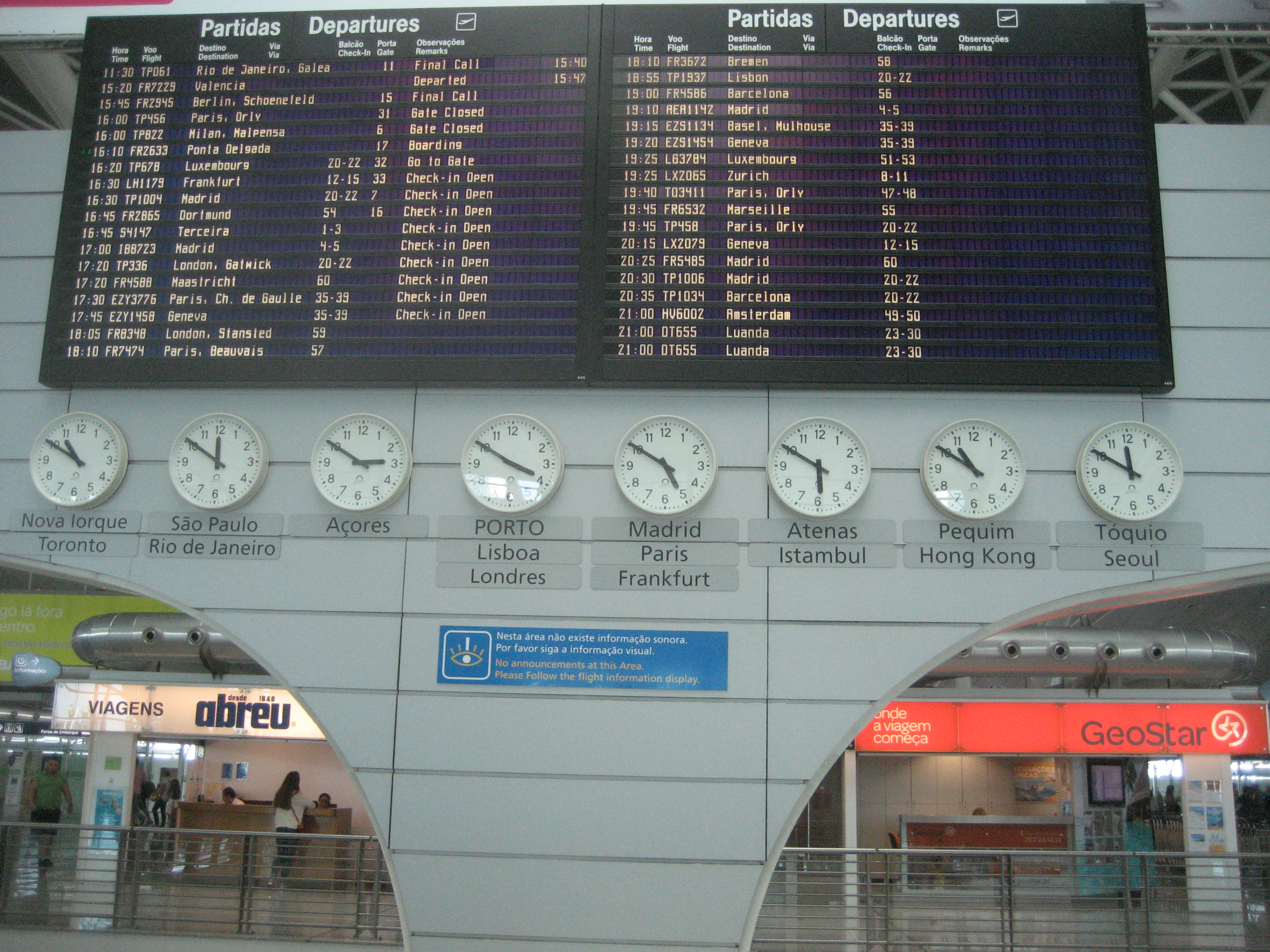
Partidas